# Utahs flagga
Utahs flagga, kallad The Beehive Flag, ungefär "bikupeflaggan", är den amerikanska delstaten Utahs flagga som antogs 2024, när den ersatte en flagga från 1913. Den äldre flaggan, en flagga med delstatens sigill på blå botten, betecknas officiellt "Historic State Flag", ungefär "historiska delstatsflaggan". Den har bibehållit viss offiiciell status och är till exempel hissad på Utah State Capitol, delstatsregeringens säte. 

## Beskrivning
Flaggan är en trikolor med horisontella fält. Uppifrån är fälten blå, vit, röd och det vita fältet går upp i det blå med en stiliserad silhuett i form av en bergsrygg. Mitt i flaggan finns en blå hexagon med infälld guldram. I guldramen finns en stiliserad bikupa och under den en stjärna. Bikupan är en central del även i delstatens sigill, som fanns representerad i den tidigare flaggan.

## Historic state flag

Historic State Flag, Utah:s tidigare flagga (1913–2024) som har viss officiell status.

Bikupeflaggan ersatte en flagga med delstatens sigill på blå botten från 1913, vilket var en vanlig design bland destatsflaggor, i synnerhet flaggor antagna runt åren före första världskriget från Nordstaterna. Det anses vara en dålig design i vexillologiska kretsar eftersom de har för stor detaljrikedom. 
Flaggan kallas "Historic State Flag" och den har fortfarande viss officiell status. På flaggan så kröns sigillet av en vithövdad havsörn. Örnen ser ut att vakta Förenta staternas flagga och under det står årtalet "1896".
Flaggans design härstammar från året före då den först avsågs för slagskeppet USS Utah. Utah blev amerikansk delstat 1896 och 1847 betecknar årtalet när mormonerna först kom till Utah. 
Från och med år 2011 firas flaggan i Utah varje år den nionde mars som har stadfästs som Utahs flaggas dag (Utah State Flag Day).